# Championnat d'Argentine de Formule 1
Le championnat d'Argentine de Formule 1 est une compétition automobile qui a existé entre 1963 et 1979 avec le règlement technique de la Formule 1.
La catégorie a été créée en 1964, sur la base des anciennes compétitions de Fuerza Libre et de Fuerza Limitada dès 1926. Le règlement prévoyait la création de monoplaces nationales et motorisées de type Formule 1 avec des moteurs de 3 à 4 litres. Ainsi, dans cette catégorie, les moteurs Chevrolet 230 ou 250, Ford 221, Dodge Slant-Six et Tornado Interceptor ont été homologués.
Le dernier championnat a eu lieu en 1979, puisqu'il a ensuite été remplacé par la catégorie de Formule 2 qui exigeait des coûts inférieurs à ceux de la F1. Cependant, son activité n'a pas cessé elle a été reclassée dans des catégories inférieures, et elle se poursuit encore aujourd'hui.

## Palmarès

### Championnats avant 1963
| Saison | Championnat de Fuerza Libre                                | Championnat de Fuerza Libre                                | Championnat de Fuerza Limitada                             | Championnat de Fuerza Limitada                             |
| Saison | Pilote                                                     | Voiture                                                    | Pilote                                                     | Voiture                                                    |
| ------ | ---------------------------------------------------------- | ---------------------------------------------------------- | ---------------------------------------------------------- | ---------------------------------------------------------- |
| 1936   | Ernesto Blanco                                             | REO                                                        | Victorio Girola                                            | Rugby (en)                                                 |
| 1936   | Umbro Grimozzi                                             | Ford A                                                     | Victorio Girola                                            | Rugby (en)                                                 |
| 1937   | Ernesto Blanco                                             | REO                                                        |                                                            |                                                            |
| 1937   | Carlos Zatuszek                                            | Mercedes-Benz                                              |                                                            |                                                            |
| 1938   | Domingo Ochoteco                                           | Alfa Romeo 8C                                              |                                                            |                                                            |
| 1938   | Luis Brosutti                                              | Mercedes-Benz                                              |                                                            |                                                            |
| 1939   | Carlos Arzani                                              | Alfa Romeo 8C                                              | Alfredo Piàn                                               | Pian-Ford                                                  |
| 1939   | Eleuterio Donzino                                          | Cadillac                                                   | Alfredo Piàn                                               | Pian-Ford                                                  |
| 1940   | Ernesto Blanco                                             | REO                                                        | Alfredo Piàn                                               | Pian-Ford                                                  |
| 1941   | Non couru                                                  | Non couru                                                  | Alfredo Piàn                                               | Pian-Ford                                                  |
| 1942   | Pas de compétition en raison de la Seconde Guerre mondiale | Pas de compétition en raison de la Seconde Guerre mondiale | Pas de compétition en raison de la Seconde Guerre mondiale | Pas de compétition en raison de la Seconde Guerre mondiale |
| 1943   | Pas de compétition en raison de la Seconde Guerre mondiale | Pas de compétition en raison de la Seconde Guerre mondiale | Pas de compétition en raison de la Seconde Guerre mondiale | Pas de compétition en raison de la Seconde Guerre mondiale |
| 1944   | Pas de compétition en raison de la Seconde Guerre mondiale | Pas de compétition en raison de la Seconde Guerre mondiale | Pas de compétition en raison de la Seconde Guerre mondiale | Pas de compétition en raison de la Seconde Guerre mondiale |
| 1945   | Pas de compétition en raison de la Seconde Guerre mondiale | Pas de compétition en raison de la Seconde Guerre mondiale | Pas de compétition en raison de la Seconde Guerre mondiale | Pas de compétition en raison de la Seconde Guerre mondiale |
| 1946   | Non couru                                                  | Non couru                                                  | Non couru                                                  | Non couru                                                  |
| 1947   | Juan Manuel Fangio                                         | Volpi-Chevrolet                                            | Ramón Mazzuti                                              | Chevrolet                                                  |
| 1948   | Juan Manuel Fangio                                         | Volpi-Chevrolet                                            | Juan Tamborini                                             | Willys                                                     |
| 1949   | Juan Manuel Fangio                                         | Volpi-Chevrolet                                            | Alfredo Piàn                                               | Pian-Ford                                                  |
| 1950   | Juan Manuel Fangio                                         | Talbot                                                     | Alberto Crespo                                             | Plymouth                                                   |
| 1951   | José Fanto                                                 | Mercedes-Benz                                              | Jesús Iglesias                                             | Plymouth                                                   |
| 1952   | Non couru                                                  | Non couru                                                  | Omar Fuentes                                               | Ford                                                       |
| 1953   | Alfredo Piàn                                               | Pian-Ford                                                  | Remigio Caldara                                            | Ford                                                       |
| 1954   | Alfredo Piàn                                               | Pian-Ford                                                  | Enrique Sticoni                                            | Plymouth                                                   |
| 1954   | Roberto Bonomi                                             | Ferrari                                                    | Enrique Sticoni                                            | Plymouth                                                   |
| 1955   | Alfredo Piàn                                               | Pian-Ford                                                  | Enrique Sticoni                                            | Plymouth                                                   |
| 1956   | Carlos Najurieta                                           | Ferrari                                                    | Gastón Helvecio                                            | Plymouth                                                   |
| 1957   | Ramón Requejo                                              | Requejo-Chevrolet                                          | Omar Fuentes                                               | Ford                                                       |
| 1958   | José Froilán González                                      | Chevrolet                                                  | Enrique Sticoni                                            | Plymouth                                                   |
| 1959   | José Froilán González                                      | Chevrolet                                                  | Enrique Sticoni                                            | Plymouth                                                   |
| 1960   | Ramón Requejo                                              | Requejo-Chevrolet                                          | Gastón Helvecio                                            | Plymouth                                                   |
| 1961   | Hugo Galaverna                                             | Pian-Chevrolet                                             | Orlando Sotro                                              | Sotro-Ford                                                 |
| 1962   | Ramón Requejo                                              | Requejo-Chevrolet                                          | Orlando Sotro                                              | Sotro-Ford                                                 |
| 1963   | Non couru                                                  | Non couru                                                  | Héctor Plano                                               | Chevrolet                                                  |

### Championnat de Formule 1
| Saison    | Pilote                   | Châssis                           | Moteur             |
| --------- | ------------------------ | --------------------------------- | ------------------ |
| 1963      | Nasif Estéfano           | C & M-Chevrolet Loeffel-Chevrolet | Chevrolet          |
| 1964      | Nasif Estéfano           | C y M-Chevrolet                   | Chevrolet          |
| 1965      | Pas de championnat       | Pas de championnat                | Pas de championnat |
| 1966 (es) | Vicente Cipolatti        | Pian                              | Chevrolet          |
| 1967 (es) | Ramón Requejo            | Requejo                           | Chevrolet          |
| 1968 (es) | Eduardo Copello (en)     | Cooper                            | Tornado            |
| 1969 (es) | Jorge Juan Ternengo      | Bravi                             | Tornado            |
| 1970 (es) | Emilio Bertolini         | Bravi                             | Tornado            |
| 1971 (es) | Jorge Enrique Cupeiro    | Trueno                            | Chevrolet          |
| 1972 (es) | Ángel Monguzzi           | Pianetto                          | Dodge              |
| 1973 (es) | Nestor García-Veiga (en) | Berta                             | Tornado            |
| 1974 (es) | Luis Rubén di Palma (en) | Berta                             | Tornado            |
| 1975 (es) | Pas de championnat       | Pas de championnat                | Pas de championnat |
| 1976 (es) | Pedro Passadore          | Pianetto                          | Dodge              |
| 1977 (es) | Pedro Passadore          | Pianetto                          | Dodge              |
| 1978 (es) | Luis Rubén di Palma (en) | Pianetto                          | Dodge              |
| 1979 (es) | Jorge Omar del Río (en)  | Pianetto                          | Dodge              |